# Euphyllodromia spathulata
Euphyllodromia spathulata es una especie de cucaracha del género Euphyllodromia, familia Ectobiidae.

## Distribución
Esta especie se encuentra en Brasil.